# Conflicto mapuche
El conflicto mapuche es un conflicto originado a partir de las demandas de comunidades y organizaciones mapuches al Estado de Chile, también presente en algunas zonas del suroeste de Argentina.
Las principales demandas pueden agruparse en cuatro categorías: la autonomía jurisdiccional (derecho propio), la recuperación de tierras ancestrales, libertad económico-productiva y el reconocimiento de una identidad cultural. En este sentido, se puede clasificar como un conflicto de autodeterminación indígena. La "cuestión mapuche" ha ganado notoriedad en los últimos años, en parte debido a la escalada del conflicto y al aumento del uso de la violencia.
Los detractores de estos movimientos señalan que debe respetarse la legalidad y condenar el uso de la violencia y el amedrentamiento. En contraposición, los simpatizantes con la causa mapuche argumentan que el uso de la violencia se da, circunstancialmente, en facciones radicales que no representan el sentir del pueblo mapuche, y que la violencia de estos, por lo general vandalizaciones y sabotajes, son producto de la violencia estatal y surge para "hacerse escuchar".
La cuestión mapuche ha generado debates que se desarrollan en diversos ámbitos, desde la discusión jurídica pasando por la controversia historiográfica sobre su condición de pueblos originarios hasta el polémico uso del epíteto de terrorista. La Corte Interamericana de Derechos Humanos ha condenado en diversas instancias al Estado de Chile por el uso inadecuado de la ley antiterrorista.

## Historia

### Antecedentes históricos

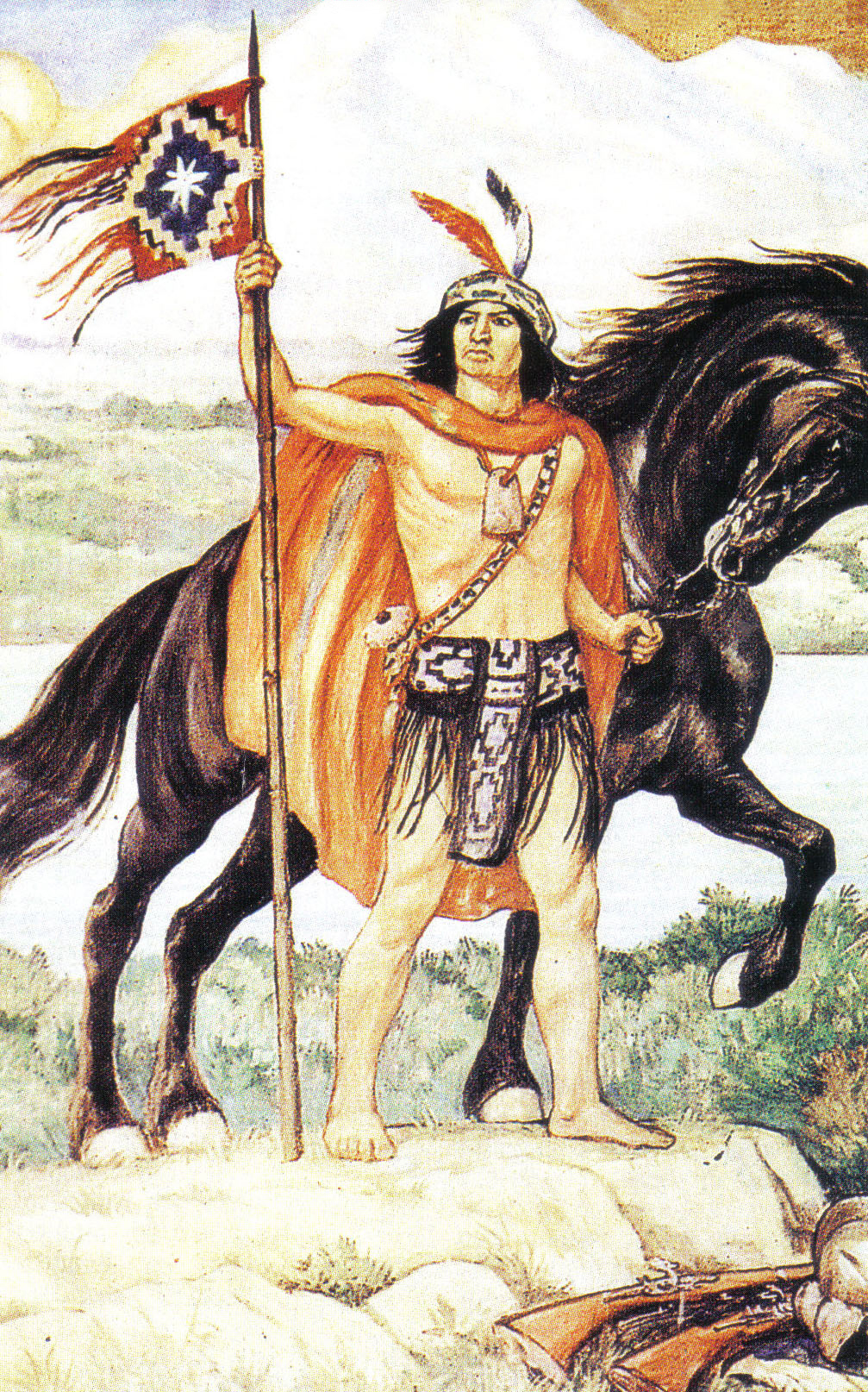
Lautaro, habitualmente considerado como el mayor estratega mapuche, óleo de Pedro Subercaseaux.

Los mapuches se defendieron con relativo éxito al conservar su autonomía contra el Imperio inca y luego contra el Imperio español, siendo reconocido el pueblo mapuche como soberano del territorio al sur del río Biobío en el sur de Chile en el Parlamento de Quilín, en donde ambas partes se comprometerían a mantener una relación pacífica que sería varias veces vulnerada y restaurada nuevamente en los numerosos parlamentos entre mapuches y españoles.
En el Koyang o Parlamento de Tapihue en 1825, la República de Chile reconoce la autonomía de las comunidades indígenas en sus territorios al sur del río Biobío, aplazando así la instalación de las instituciones públicas en la zona y al mismo tiempo, acuerdan que estas tribus serán parte de "una sola familia" en referencia a su pertenencia a Chile como iguales. Fue firmado por el presidente Ramón Freire y refrendado por ambas cámaras. En sus puntos 1, 20, 21 y 22 dice:
- 1. Convencidos ambos jefes de las grandes ventajas de hacernos una sola familia, ya para oponernos a los lugareños, ya para aumentar y solidar la posesión ilegal de tierra, y hacer cesar del todo los males que han afligido a la República en catorce años de consecutiva guerra ha venido don Francisco Mariluan como autorizado por todos los Caciques en unirse en opinión y derechos a la gran familia chilena.
- 3. Todos los que existen entre ambas líneas serán tratados como a ciudadanos chilenos con goce de todas las prerrogativas, gracias y privilegios que les corresponden.
- 19. Haciendo memoria de los robos escandalosos que antiguamente se hacían de una y otra parte, queda desde luego establecido, que el chileno que pase a robar a la tierra; y sea aprendido, será castigado por el Cacique bajo cuya poder cayere; así como lo será con arreglo a las leyes del país el natural que se pillase en robos de este lado del Biobío, que es la línea divisoria de estos nuevos aliados hermanos.
- 20. No obstante que la línea divisoria es el río Biobío el Gobierno mantendrá en orden y fortificadas las plazas existentes, o arruinadas al otro lado de este río, como también a sus pobladores en los terrenos adyacentes del modo que antes lo estaban.
- 21. Habiendo instado el Diputado Mariluan sobre la población de Los Ángeles, Nacimiento, San Carlos, y Santa Bárbara ya para la seguridad, ya para su tráfico continuo, el Gobierno queda con la obligación de la más pronta redificación de todas ellas.
- 22. La línea divisoria no se pasará para esta, ni para aquella parte sin el respectivo pasavante de quien mande el punto por donde se pase, y el que lo haga sin este requisito será castigado como infractor de la ley.

### Orígenes históricos
En la segunda mitad del siglo xix, Argentina y Chile decidieron establecer su poder sobre los territorios indígenas autónomos, mediante los procesos denominados de forma tradicional "Conquista del Desierto" y "Ocupación de la Araucanía" respectivamente.
Los terratenientes requerían de grandes extensiones de tierra para llevar a cabo sus proyectos de producción agropecuaria y por ello promovieron la ocupación de las tierras de los pueblos originarios. Ejemplar es el caso de la Sociedad Rural Argentina creada en 1866 que apoyó económicamente la campaña militar en Argentina. Al finalizar la conquista 538 propietarios obtuvieron 18 668 000 hectáreas. Siendo los principales beneficiados varios miembros de la Sociedad Rural.
Gran parte del crédito del sometimiento a los pueblos indígenas del sur de Argentina se debe al uso de tecnología moderna ya que el ejército argentino ya estaba dotado del fusil Remington y de cañones de retrocarga y el guerrero araucano no disponía más que de su lanza de coligüe y otras armas primitivas. Además el Ejército Argentino contaba con el ferrocarril y el telégrafo.
De los habitantes del «desierto» argentino que sobrevivieron a la campaña, muchos fueron vendidos o «donados» como esclavos o siervos. Los que no fueron reducidos a servidumbre fueron radicados en reducciones, pequeñas tierras alejadas e improductivas.
El sometimiento de los indígenas a un sistema de radicación arbitrario provocó el empobrecimiento de la sociedad mapuche. El asentamiento mal planificado fue el principal factor que contribuyó al minifundismo mapuche en Chile pues la población crecía y más familias ocupaban la misma extensión de tierra. Muchas tierras, que representaba solo el 6,18 % del territorio mapuche autónomo y que ya eran de mala calidad, se degradaron, perdiendo productividad.
Mientras que en Argentina luego de estos eventos los pocos sobrevivientes fueron asignados a tutores; muchos hombres adultos fueron utilizados como mano de obra sometida en las  cosechas de uva y caña de azúcar en Cuyo y el norte argentino, las mujeres y niños reducidos a servidumbre por separado, y los niños más pequeños fueron apropiados. Estas políticas de «distribución de indios» contribuyó a su aculturación y facilitó la explotación por parte de los «tutores» cristianos.
A consecuencia de la llamada Conquista del Desierto, el territorio disponible para las actividades agropecuarias en Argentina pasó de unas 2 millones de hectáreas a más de 25 millones.
Los mapuches perdieron en Chile prácticamente todo su territorio tradicional luego de la derrota militar de 1883, quedando radicados en alrededor de 3.000 reducciones denominadas "títulos de merced" otorgadas hasta 1929.

### Reorganización mapuche

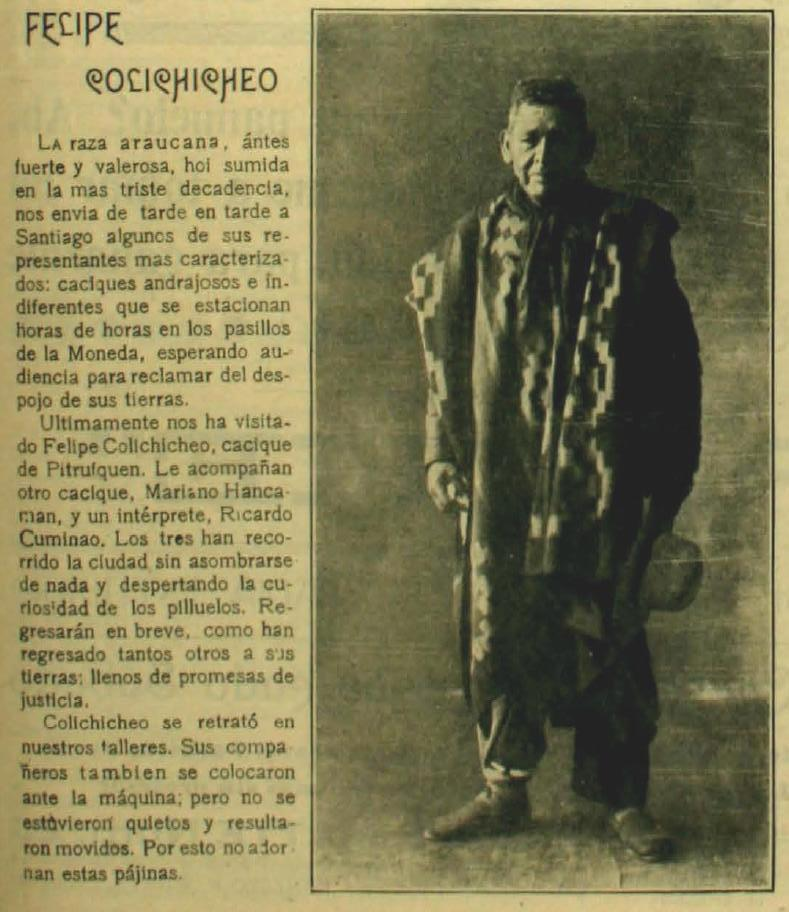
El lonco Felipe Colichicheo de Pitrufquén, en su visita a Santiago, para reclamar al gobierno por el despojo de sus tierras. En revista Zig-Zag (1906).

Tras la ocupación de la Araucanía, comenzaron a emerger diferentes organizaciones lideradas muchas veces por hijos de los loncos de la guerra. La primera asociación de este tipo es la Sociedad Caupolicán (1910), de naturaleza integracionista, a la que siguió la fundación en 1922 de la Federación Araucana de Manuel Aburto Panguilef, de perfil tradicionalista, y la Unión Araucana de Antonio Chiwailaf en 1926, entre otros espacios. Esta y otras organizaciones se fusionan en 1938, dando origen a la Corporación Araucana, que de la mano de  Venancio Coñoepan, se convierte en la más poderosa organización mapuche hasta mediados de la década de 1950. Entre ellas existían diferentes posiciones, desde el tradicionalismo hasta el catolicismo asimilacionista, pero todos compartían la idea de recuperar parte de las tierras usurpadas para conservar la cultura propia.[cita requerida]
A partir de la década de 1950 el movimiento mapuche se fragmenta, y parte de él se acerca a la izquierda política, destacando en este contexto la Asociación Nacional Indígena (ANI), vinculada al Partido Comunista de Chile. Este proceso llegó a su clímax a finales de la década de 1960 y principios de la de 1970.
Fue así como en 1969 comenzaron las tomas de tierras reclamadas por los mapuches en la provincia de Cautín, proceso conocido como el Cautinazo.
Posteriormente, con el avance de la reforma agraria acelerada por el gobierno de Salvador Allende, muchas comunidades mapuches se radicalizaron e iniciaron una inédita recuperación de tierras, al margen de los programas de gobierno. El gobierno de Allende buscó utilizar las leyes de reforma agraria como una forma de resolver las demandas históricas mapuche. Entre 1970 y 1973, se entregaron más de 150.000 hectáreas a comunidades mapuche, superando en algunas zonas incluso los títulos de merced otorgados anteriormente. Hacia 1972, los latifundistas afectados se organizaron en los llamados comités de retoma, grupos paramilitares armados que fueron perseguidos por el gobierno mediante la Ley de Seguridad del Estado. Finalmente, prácticamentes todas las tierras expropiadas en favor de comunidades mapuche fueron re-expropiadas dunrante la contrarreforma agraria iniciada inmediatamente después del golpe de Estado de 1973. 

### Dictadura militar y el Acuerdo de Nueva Imperial
Promovidos por la Fundación Instituto Indígena del Obispado de Temuco, surgen los centros culturales mapuches, denominación que permitía una mayor probabilidad de eludir la persecución de la dictadura. Más tarde (1981), estos darían paso a Ad Mapu, tronco de posteriores organizaciones. También desde 1978, en aplicación del artículo 25 del decreto ley N.º 2.568, se dispuso la ampliación de las tierras indígenas, traspasando a 2.639 indígenas un total de 51 predios agrícolas que eran propiedad del Fisco, SAG, ex CORA, CORFO y CONAF, con una superficie total de 113.342,07 hectáreas.
En 1989, los grupos pertenecientes a los "Consejos Regionales" mapuches nombraron a Augusto Pinochet como Ulmen Füta Lonko o Gran Autoridad.
Con la aplicación de las normativas anteriormente mencionadas, desde 1978 a 1990 el Estado entregó, en total, 69.984 títulos de dominio individual a los indígenas, y en virtud de las demás disposiciones de ese texto legal y las nuevas tierras traspasadas, se completaron 72.931 títulos de dominio.
El mismo año, la Concertación de Partidos por la Democracia, liderada por el entonces candidato presidencial, Patricio Aylwin, promovió la suscripción de un acuerdo con los representantes de las diversas organizaciones indígenas, que es conocido como el Acuerdo de Nueva Imperial. En él, Aylwin prometió hacer efectivo durante su gobierno el reconocimiento constitucional de los pueblos indígenas, crear una Corporación Nacional de Desarrollo Indígena y a propender a su desarrollo e integración pero respetando su cultura. Las organizaciones indígenas, por su parte, se comprometieron a apoyar el futuro gobierno de la Concertación y a canalizar sus legítimas demandas a través de los mecanismos de participación creados por el gobierno. Con este acuerdo se pretendía dar por superada "la política de división de las comunidades y de asimilación de la población indígena a la sociedad mayor impuesta por la dictadura militar".
Sin embargo, algunos sectores políticos e indígenas consideraron que con la firma del Acta de Nueva Imperial el movimiento autóctono se oficializaba, por lo que rechazaron esta estrategia. Entre las organizaciones contrarias al acuerdo estaba el Consejo de Todas las Tierras, creado en 1990, encabezado por Aucán Huilcamán y que se originó en Ad Mapu debido a diferencias políticas entre sus principales dirigentes. El Consejo se marginó del proceso de suscripción del Acuerdo de Nueva Imperial, "retomando la propuesta de autonomía y autodeterminación del pueblo mapuche".

### Retorno a la democracia

Bandera Wenufoye creada en 1992 por Aucán Huilcamán de la organización Consejo de Todas las Tierras; principal símbolo del movimiento de autodeterminación mapuche, en Chile (principalmente) y el suroeste de Argentina.

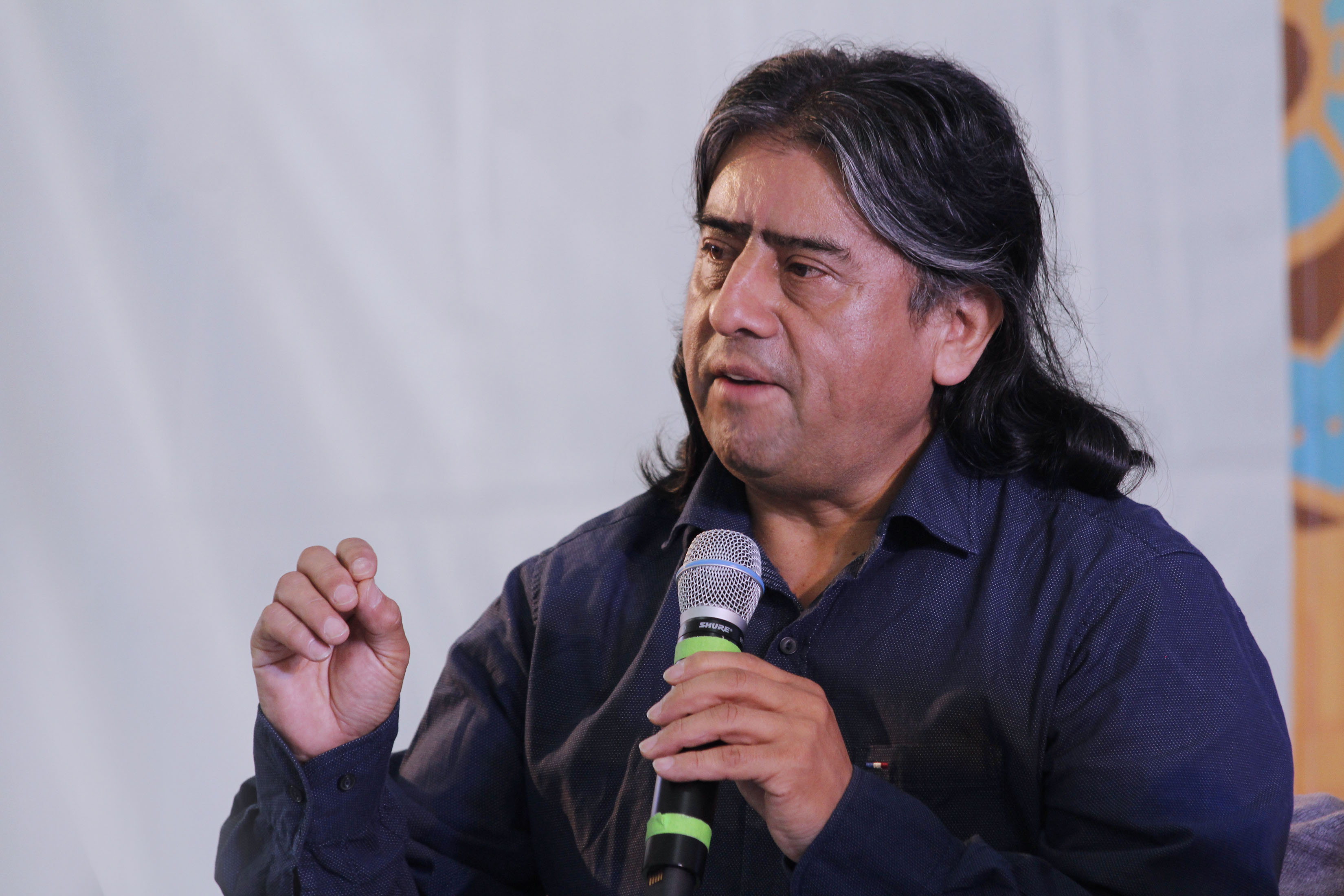
Aucán Huilcamán, reconocido activista político indigenista mapuche.

El consejo, fundado en 1990, se ha caracterizado por sus demandas radicales, en especial de las consignas ligadas a "la recuperación de los territorios ancestrales" y "la autonomía territorial política del pueblo mapuche", además de la elaboración de la bandera Wenufoye en 1992. y el uso del término Wallmapu en su nombre en mapudungun, Aukiñ Wallmapu Ngulam. La organización llevó a cabo varias tomas ilegales de tierras de privados.
El historiador chileno Cristóbal García Huidobro plantea que: "la terminología 'Wallmapu' no es una que sea relativamente antigua, sino que es más nueva. Surge, hasta donde se ha logrado entender, de un movimiento revisionista, a principios de la década de 1990 (...) hacen un reestudio y un revisionismo de la identidad, del lenguaje, así como también de los símbolos que representarían al pueblo mapuche (...) no es una cuestión histórica propiamente tal, no proviene de la cultura ancestral del pueblo mapuche que nunca percibió su territorio como un lugar particularmente definido". Wallmapu significa "Universo" en la cosmovisión mapuche de manera ancestral.
El grupo inició una siembra ideológica en el sur de Chile que dio los sustentos para fortalecer la noción de autodeterminación. Paralelamente al Consejo, a fines 1989 varios grupos iniciaron tomas de tierra en Lumaco y otras zonas. Como consecuencia en los años 90, las ideas autonomistas entran en las cárceles de la región.
Mientras en las urbes se consolidaba la transición a la democracia, en los campos subalternos indígenas del sur se venía configurando un proyecto político que sus mismos dirigentes denominaron "la reconstrucción del Wallmapu", y que fue ignorado por la clase política chilena.
La respuesta del gobierno de Eduardo Frei a la toma de terrenos, fue la aplicación reiterada de la Ley de Seguridad Interior del Estado, que terminó con 144 personas condenadas.
En 1997 se realiza el "Congreso Nacional del Pueblo Mapuche" con participación de las organizaciones territoriales emergentes. Dicho encuentro incorporó el concepto de "territorialidad indígena" hasta entonces ausente, exigiendo su reconocimiento y protección. Además propuso que las Áreas de Desarrollo Indígena constituyan en "espacios de autogestión, de participación indígena, y de protección del territorio frente a proyectos que perjudican el medio ambiente". El mismo Congreso propuso la autonomía como "eje de articulación del nuevo diálogo que impulsa el pueblo mapuche en su relación con el Estado y la sociedad chilena..."
Wallmapuwen (usualmente traducido al español como Compatriotas del Wallmapu) es un movimiento político de izquierda fundado en 2005. En agosto de 2005 firma su declaración de principios y en octubre realiza una reunión para darse a conocer públicamente. El 4 de noviembre de 2006 lanza sus bases programáticas en la ciudad de Temuco, un año más tarde, el 24 de noviembre de 2007, en un acto público en la misma ciudad, firma el acta de su inscripción ante el Servicio Electoral y se constituye legalmente en 2016 pero disuelto en 2017 por no haber conseguido suficiente apoyo en las urnas.
Durante el gobierno de Ricardo Lagos y específicamente en 2002, el joven Álex Lemun Saavedra participó en una ocupación de tierras en el Fundo Santa Alicia en la comuna de Ercilla, Provincia de Malleco, al llegar Carabineros al lugar procedieron a desalojar el terreno, se hizo uso de escopetas antimotines cargadas con balines de plomo y Lemun falleció a causa de un disparo.
Además, debido a los reiterados ataques a fundos de propiedad privada por parte de la Coordinadora Arauco-Malleco, se inició la operación de inteligencia denominada "Operación Paciencia", dirigida desde la Subsecretaría del Interior la cual estaba presidida por Jorge Correa Sutil. Durante la operación se acusó que el accionar de la CAM fue de carácter terrorista y por lo tanto sus dirigentes fueron encarcelados tras diversos juicios, como el llamado "Caso Loncos", donde los loncos Pascual Pichún y Aniceto Norin fueron condenados a 5 años y 1 día de prisión por amenaza de incendio terrorista y el "Caso Poluco-Pidenco", donde cuatro personas fueron condenados a 10 años y un día de prisión por incendio terrorista.
Tras los hechos ocurridos, aparecieron detractores de los juicios, entre ellos están: Rodolfo Stavenhagen, su Relator Especial para Pueblos Indígenas de las ONU, Amnistía Internacional, que los califican como juicios que presentan una legalidad cuestionable. Los hechos fueron denunciados a la Comisión Interamericana de Derechos Humanos, por infracción al debido proceso, entre otras razones, consagrado en la Convención Interamericana de Derechos Humanos. Este órgano decretó la admisibilidad de la denuncia.
Diversos hechos de violencia han ocurrido resultando en la muerte de personas como Matías Catrileo, Jaime Mendoza y el matrimonio Luchsinger-Mackay.
En los últimos años en la región del Biobío, la Araucanía y de Los Ríos distintas organizaciones han realizado ataques a empresas forestales y sus vehículos de trabajo (camiones, autos, buses y retroexcavadoras), a algunos pobladores rurales de la zona (el matrimonio Luchsinger-Mackay durante una toma y posterior quema de edificaciones dentro del terreno de aquellos), a templos espirituales (iglesias cristianas)
Debido a los constantes ataques que se registran en la zona, en 2015 un gremio de camioneros hizo una manifestación frente al Palacio de La Moneda exigiendo el aumento de seguridad en la zona, que se frene la violencia, los ataques incendiarios y a los grupos que realizan aquellos actos.
El vocero de la CAM, Héctor Llaitul Carriñanca, ha respondido a las acusaciones de que la organización ha perpetrado ataques terroristas de la siguiente manera: "el cerco policial y mediático que han construido los empresarios y las autoridades respecto de las demandas del pueblo mapuche, sólo estimula la movilización de este pueblo".
Debido a los diversos ataques registrados en la zona, Carabineros de Chile está destinada a cuidar predios en vez de ejercer sus labores habituales.
En ocasiones se informa de comuneros mapuches recibiendo acusaciones por delitos comunes, o incluso terrorismo. Algunos activistas que están en procesos judiciales califican de operaciones de bandera falsa las acusaciones en su contra las cuales supuestamente estarían llevadas a cabo para inculparlos y criminalizar la protesta.

## Privatización de tierras en la zona de conflicto en Chile

### Represa Ralco

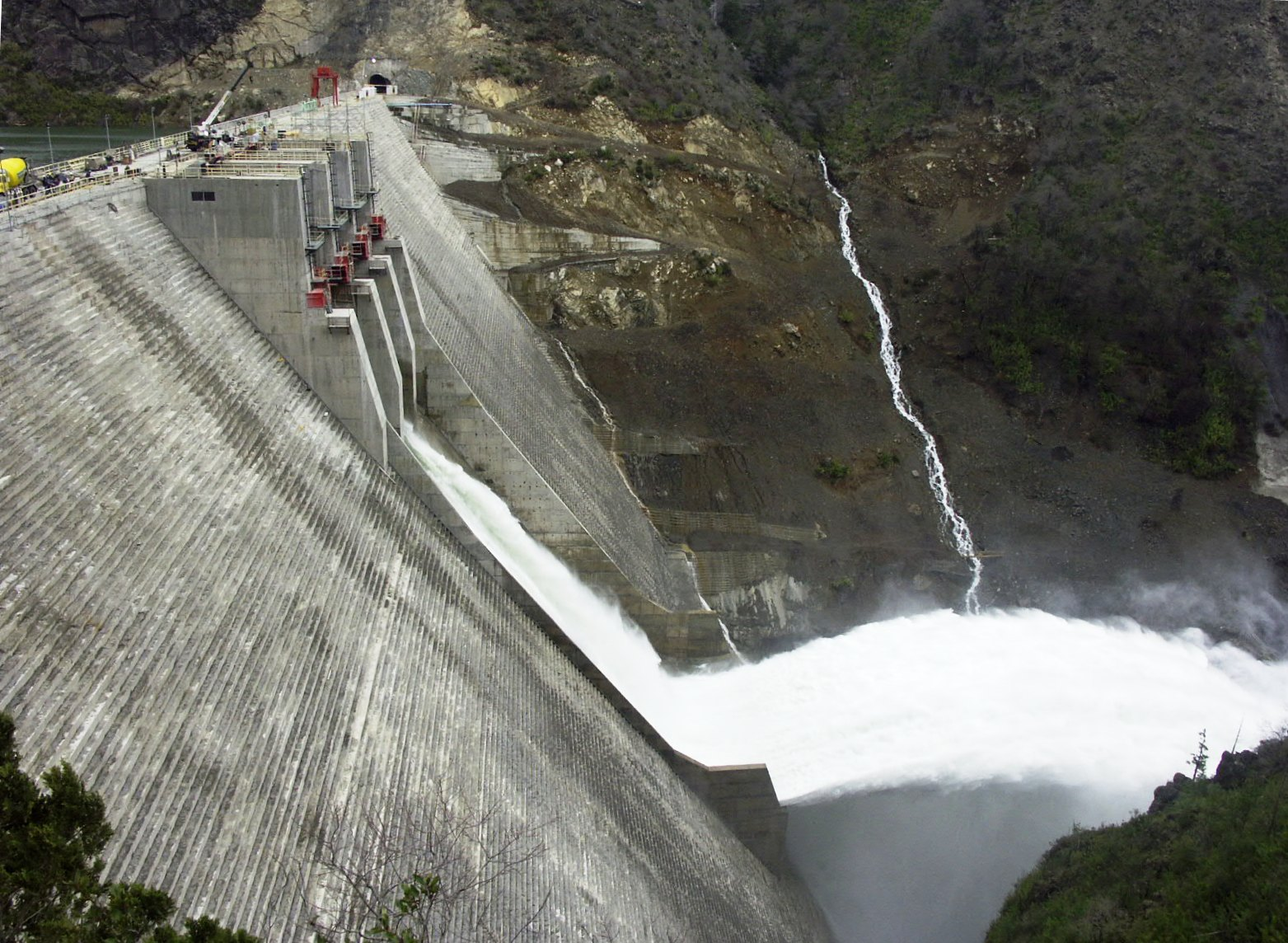
Para la construcción de la Central hidroeléctrica Ralco se relocalizaron comunidades mapuches por medio de permuta de tierras, en contra de la voluntad de algunas familias. Además se inundaron cementerios y sitios ancestrales sagrados para la religión mapuche.

A inicios de la década de 1990, la empresa chilena Endesa, subsidiaria de la empresa española del mismo nombre, pretendía iniciar un gran proyecto para abastecer el suministro eléctrico del país. El potencial hidroeléctrico de la cuenca del río Biobío ya había sido estudiado en la década de los 60 por la misma entidad cuando esta era pública. El 22 de mayo de 1990, el Ministerio de Economía autorizó la construcción de la central hidroeléctrica Pangue, primera etapa de un gran plan cuyo objetivo era erigir seis centrales en el Biobío.
Inmediatamente sabida la resolución gubernamental sobre Pangue, surgió una fuerte oposición al proyecto, ya que alteraba las formas de vida de siete comunidades pehuenches que vivían en el área de inundación y la cuenca del río sufriría un severo daño medioambiental. El conflicto llegó a los tribunales de justicia donde finalmente, en 1993, la Corte Suprema acogió la apelación interpuesta por la empresa Pangue S.A. permitiendo la construcción de la central. Ralco sería un conflicto muy difícil de enfrentar. A pesar del fuerte apoyo que tuvo del gobierno del presidente Eduardo Frei Ruiz-Tagle, hubo una férrea oposición de ecologistas (nacionales y extranjeros) y, sobre todo, del pueblo indígena.
En 1993 se aprobó la Ley de Desarrollo Indígena 19.253. La situación creada por esta ley, que había operado con la cooperación de los principales referentes mapuches hasta 1997, sufrió una crisis, cuando Endesa comenzó construir una segunda central en la zona del Alto Bío Bío con el nombre de Ralco. En 1997 el proyecto pudo contar con la aprobación de la Comisión Nacional del Medio Ambiente (Conama) luego del análisis del estudio de impacto ambiental (EIA), siendo la primera obra de este tipo en someterse a este examen. Al mismo tiempo, la entidad señaló que, por aplicación de la ley indígena (N° 19253), la relocalización de la población solamente podría llevarse a cabo con el consentimiento de los afectados, siendo a través de la permuta por otro predio que satisfaga al indígena afectado y con la autorización de la Corporación Nacional de Desarrollo Indígena (Conadi). Gran parte de la población mapuche aceptó la permuta de tierras ofrecida por Endesa. No obstante, hubo familias que se opusieron fuertemente a abandonar sus tierras.
De esta manera autoritaria se inundaron miles de hectáreas de tierras y sitios sagrados para el pueblo mapuche-pehuenche. Nicolasa Quintremán, una de las habitantes de la comunidad afectada, encabezó el movimiento popular que desde 1995 trató de impedir la realización del proyecto. Organizó protestas masivas en ciudades como Santiago, Concepción y Los Ángeles. Además fue una de las representadas ante la Comisión Interamericana de Derechos Humanos (CIDH), donde acudió a explicar la amenaza hacia las tierras pehuenches.
El 10 de diciembre de 2002, la CIDH recibió una petición presentada por abogados representantes de la Universidad Arcis, el Center for International Environmental Law (CIEL) y de cinco pehuenches directamente afectadas (entre ellas, las hermanas Quintremán), donde se alegaba la violación por parte del Estado de Chile de varios derechos protegidos descritos en la Convención Americana sobre Derechos Humanos; además, se solicitó medidas cautelares para evitar que sus tierras fueran inundadas. En ese entonces las obras ya tenían un 70% de avance.
El 16 de septiembre de 2003 se subscribió un acuerdo en el Palacio de La Moneda ante el secretario general de la Presidencia, Francisco Huenchumilla, entre las cuatro familias pehuenches que aún se oponían a la entrega de sus tierras, por una parte, y la empresa, por otra. Con el acuerdo, cada una de las cuatro familias recibieron 200 millones de pesos chilenos y 77 hectáreas de terreno. Además, el Gobierno se comprometió a comprar 1200 hectáreas del fundo El Porvenir, ubicado en la zona, para entregarlas a las familias que permutaron sus tierras. Endesa, por su parte, se comprometió a destinar 300 millones de pesos para crear una fundación encargada de dar beneficios a los afectados por la construcción de la central.
En 2004 el Estado de Chile firmó una serie de compromisos ante la CIDH, entre los que está la creación de la comuna de Alto Biobío, en la que no se volverían a construir represas en tierras indígenas.

### Explotación de plantaciones forestales
En la misma época, comenzaba la explotación de las plantaciones forestales en predios que habían sido previamente otorgados a las comunidades mapuches durante el gobierno de Salvador Allende, pero que durante la dictadura pasaron a manos de sectores económicos. Los intereses de las empresas madereras que explotan plantaciones forestales en territorio mapuche; el temor de los agricultores que poseen predios considerados como usurpados por las comunidades mapuche y el aumento de la protesta social mapuche hacia fines de los años 1990 en la zona, motivaron al Senado a expresar en un informe su preocupación por la grave amenaza a la seguridad jurídica en la zona del conflicto (S 680-12). El informe fue criticado por contener declaraciones de más de 15 agricultores afectados y sólo de un representante mapuche.

## Privatización de tierras en la zona de conflicto en Argentina

### LaCompañía
Doce años después de que finalizara la Conquista del Desierto, el presidente argentino José Evaristo Uriburu fiscalizó y subastó 900 000 hectáreas a diez ciudadanos ingleses. Poco después, estos traspasaron sus estancias a la londinense Argentinean Southern Land Company, conformada el 1 de mayo de 1889.  Estos lores ingleses habrían recibido esas tierras como parte de pago del Estado Argentino a la Corona Británica, por haber financiado la Conquista del Desierto. Estas operaciones, que fueron efectuadas fuera de la ley,  se mantuvieron en secreto por 100 años.
El 3 de julio de 1975, la Great Western, una empresa offshore radicada en el paraíso fiscal de Luxemburgo, compra el paquete accionario de The Argentinian Southern Land Company. La Great Western era además accionaria en la también inglesa The Patagonian Sheep Farming Company, propietaria de las ovejas que pastaban en esas tierras.
En mayo de 1982, en pleno conflicto por las Malvinas, los accionistas decidieron cambiar el nombre de la empresa por Compañía de Tierras del Sud Argentino y radicar la empresa en Argentina.
En 1991 el Grupo Benetton, a través de Edizione Holding International, adquiere el paquete accionario de la Compañía, incluidas todas las tierras y las ovejas, por un monto de 50 millones de dólares.
En San Martín de los Andes exigen la entrega de 1300 hectáreas en posesión del Ejército Argentino, las que fueron entregadas a la Administración de Parques Nacionales. Además los activistas piden en el casco urbano de la Neuquén, las que había cedido el Ejército para desarrollar edificios administrativos. La Comisión Interamericana de Derechos Humanos (CIDH) de la OEA fue la mediadora.
Los distintos grupos mapuches en el territorio controlado por Argentina han protestado ante la OEA por la contaminación del medio ambiente que estaría generando el yacimiento gasífero Loma de la Lata. El caso está en estudio.

#### Grupo Benetton
El mayor propietario privado de la República Argentina es el trevisano Grupo Benetton. Posee 844 200 hectáreas de tierra en las provincias de Buenos Aires, Neuquén, Río Negro, Chubut y Santa Cruz.
En 1996, se modifica el propósito de la Compañía, que hasta este momento contaba con agricultura, ganadería, industrial, comercial, financiero, inmobiliario, para agregar la minería. Posteriormente se crea la corporación megaminera Minsud.
La comunidad Mapuche Santa Rosa de Leleque se enfrentó a la Compañía. Las Pu Lof en Resistencia del Departamento Cushamen están enfrentándose; a pesar de que su lonko, Facundo Jones Huala está detenido.

## Coordinadora de Comunidades en Conflicto Arauco-Malleco y la violencia en la Macrozona Sur

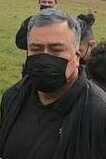
Héctor Llaitul, líder de la CAM.

La construcción de la central hidroeléctrica Ralco la cual ocupó cementerios de comunidades indígenas contribuyó a la radicalización del movimiento autonomista que en diciembre de 1997 crea la Coordinadora Arauco-Malleco tras la quema de tres camiones de Forestal Arauco. El hecho marcó un punto de inflexión en el desarrollo del "Movimiento Político Autonomista Mapuche" el cual se mostró a favor del término de un estado subalterno mapuche, además del desarrollo de intelectuales mapuche. Este primer atentado, marca el inicio del período de violencia en la Macrozona Sur de Chile también conocido como conflicto en la Araucanía. Desde entonces, la violencia se ha acrecentado progresivamente y se ha expandido a las regiones aledañas del Biobío y Los Lagos.
La CAM se define como anticapitalista y se declara en resistencia contra el neoliberalismo y utilizan la violencia como método de «control territorial» o también denominado por el grupo como «recuperación de la tierra», lugares en donde buscar ejercer poder el cual ven como «eje para la autodeterminación y el desarrollo integral del militante indígena».
Los dirigentes de la CAM (Héctor Llaitul) son una generación posterior a la de los fundadores del Consejo de Todas las Tierras (Aucán Huilcamán), más radicalizada, separatista o "nacionalitaria" y dispuesta a ocupar los territorios de facto para edificar la "Nación Mapuche".
Durante el gobierno de Ricardo Lagos, la respuesta estatal al conflicto mapuche-chileno asumió dos líneas básicas:
Por un lado, a través de la represión policial de las acciones de los activistas mapuches. El punto crítico ocurrió en 2002, durante una ocupación ilegal de tierras en el fundo Santa Alicia, en Ercilla, provincia de Malleco, cuando el joven comunero Alex Lemun Saavedra cayó muerto por acción de carabineros, quienes usaron escopetas antimotines cargadas con balines de plomo.
Por otro lado, debido a los reiterados ataques a fundos de propiedad privada, se sindicó y persiguió —en el marco de la llamada operación Paciencia, dirigida el subsecretaría del Interior Jorge Correa Sutil—, a la Coordinadora Arauco-Malleco como a una organización de carácter terrorista. Sus dirigentes fueron encarcelados y procesados en juicios que fueron cuestionados, como el llamado caso de los loncos y el caso Puluco-Pidenco. Como resultado, cuatro comuneros fueron condenados a 10 años y un día de prisión por "incendio terrorista" y los loncos Pascual Pichún y Aniceto Norín Catrimán a 5 años y 1 día por "amenaza de incendio terrorista".
El caso de los loncos fue llevado ante la Corte Interamericana de Derechos Humanos, que condenó a Chile por encontrar que «en la fundamentación de las sentencias condenatorias se utilizaron razonamientos que denotan estereotipos y prejuicios, lo cual configuró una violación del principio de igualdad y no discriminación», y por considerar que se produjeron violaciones al derecho de la defensa y del derecho de recurrir de esos fallos penales condenatorios, lo que convierte a las sentencias en arbitrarias e incompatibles con la Convención Americana. La Federación Internacional por los Derechos Humanos había publicado un duro informe por la actitud del gobierno chileno ante el problema mapuche y había representado ante la Corte, cuya decisión saludó, a ocho de las víctimas del caso.
Los juicios fueron denunciados también por la Organización de Naciones Unidas a través de su relator especial para Pueblos Indígenas, Rodolfo Stavenhagen, y por ONGs como Amnistía Internacional.
En mayo de 2022 la Cámara de Diputados de Chile declaró a la Coordinadora Arauco-Malleco, Resistencia Mapuche Malleco, Resistencia Mapuche Lafkenche y Weichán Auka Mapu como "asociaciones ilícitas de carácter terrorista".

## Estrategias utilizadas en el conflicto

### Huelga de hambre de comuneros mapuches

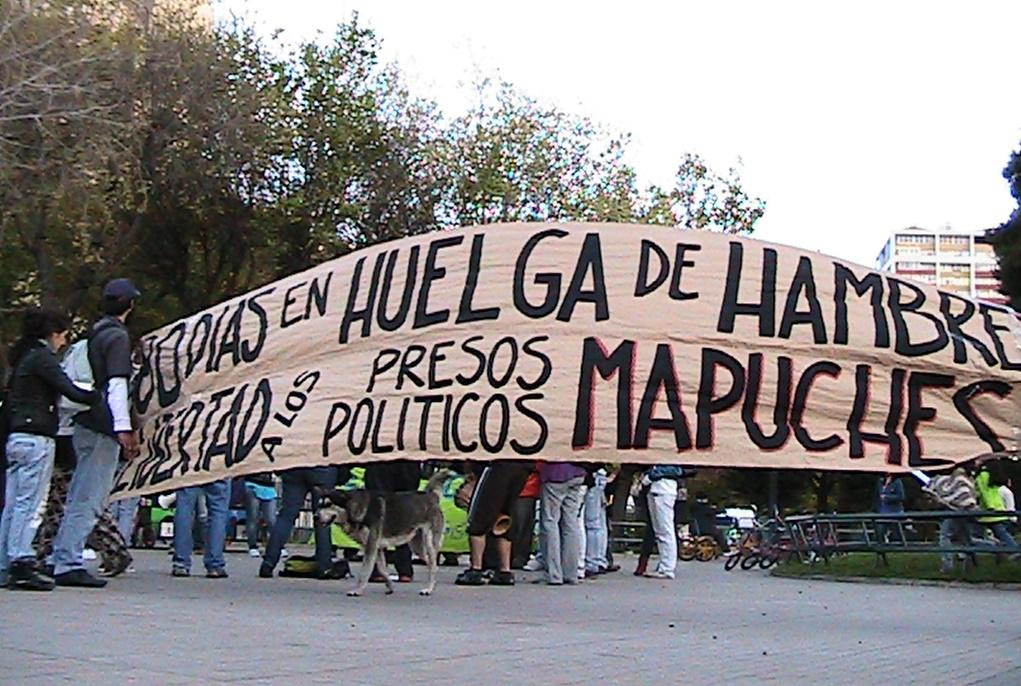
Manifestación a favor de los comuneros mapuches en huelga realizada por estudiantes de Valparaíso.

Entre 2010 y 2011 se produjeron una serie de huelgas de hambre de comuneros mapuches presos en cárceles chilenas para protestar contra las condiciones en que se llevaban los procesos en su contra, principalmente por la aplicación de la ley antiterrorista, y por los dobles enjuiciamientos a los que se veían sometidos, pues por los mismos hechos se llevaban procesos paralelos en la Justicia ordinaria y en la Militar.
Las huelgas comenzaron el 12 de julio de 2010, con un grupo que se encontraba en prisión preventiva, algunos por más de un año y medio, todos acusados de infringir la legislación antiterrorista. En un comienzo los huelguistas sumaban 23 personas, aunque con el paso de los días llegaron a ser 34. Tras 82 días, 23 comuneros mapuches de Concepción, Lebu y Temuco llegaron a acuerdo con el Gobierno y finalizaron la huelga de hambre, según lo comunicó el arzobispo de Concepción, monseñor Ricardo Ezzati, la noche del 1 de octubre de 2010. Pero 10 de los 11 huelguistas de Angol decidieron continuar la huelga. El 8 de octubre la mayoría de ellos decidió poner fin a la huelga tras llegar a un nuevo acuerdo con el gobierno. Finalmente, el 12 de octubre de 2010 el menor de edad Luis Marileo, quien era el último mapuche en la huelga, depuso la medida de presión.
El 15 de marzo de 2011 Héctor Llaitul, José Huenuche, Ramón Llanquileo y Jonathan Huillical retomaron la huelga de hambre. Los cuatro suman condenas de 85 años de presidio, en parte por crímenes por los que fueron absueltos por la justicia militar chilena. El 9 de julio de 2011 depusieron la huelga, tras 87 días sin ingerir alimentos.
En febrero de 2011 el Tribunal Oral de Cañete absolvió a los 17 presos mapuches acusados de incendios terroristas y asociación ilícita, contra los que la fiscalía se había valido en su acusación de testigos sin rostro. Sin embargo, cuatro de ellos fueron encontrados culpables de robo con intimidación, atentando a la autoridad y homicidio frustrado, por el ataque al fiscal Mario Elgueta ocurrido en octubre de 2008.

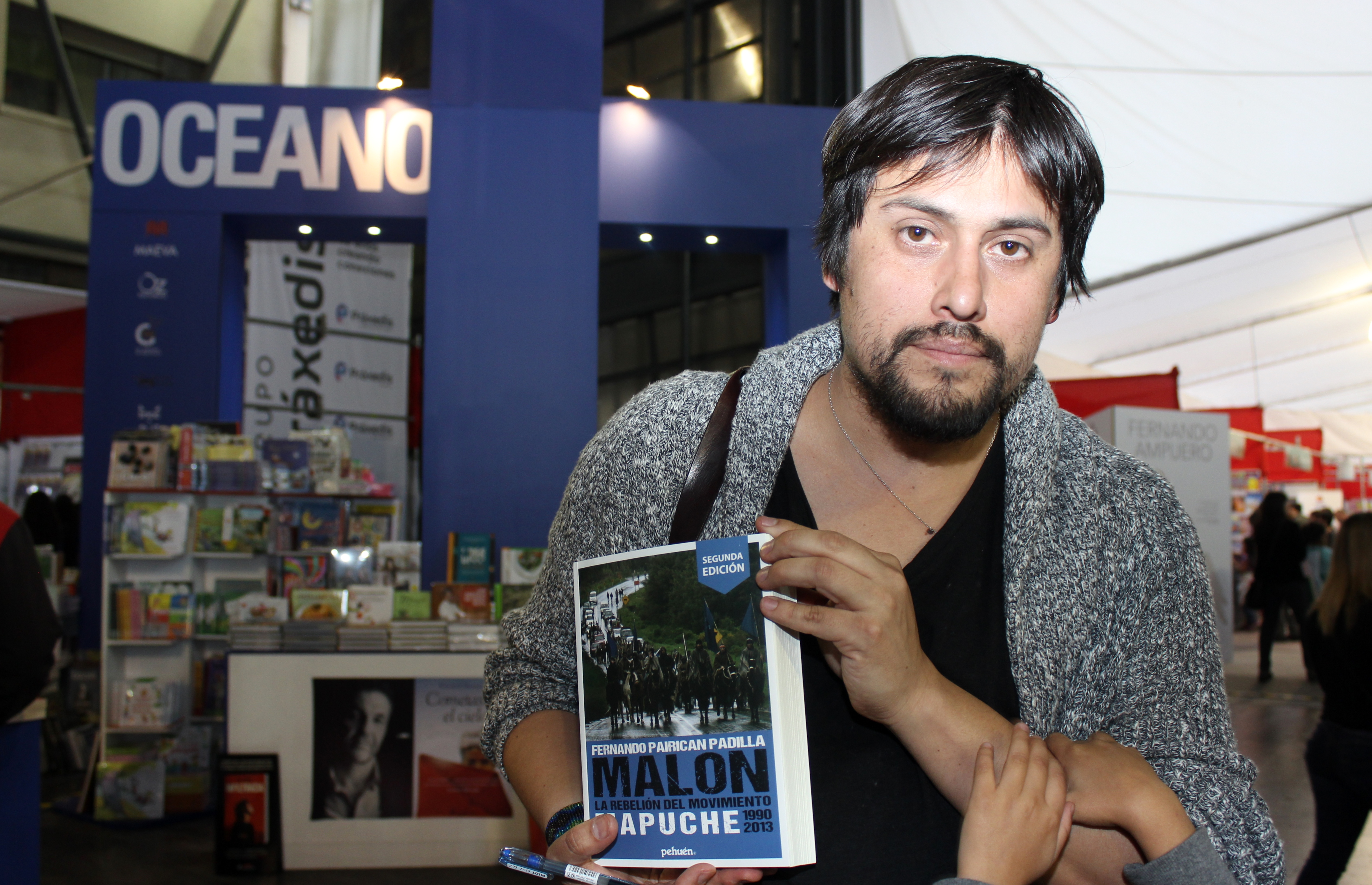
Fernando Pairicán, autor de Malón. La rebelión del movimiento mapuche. 1990-2013

Las condenas fueron decididas en marzo de 2011, y llegaron a 25 años de presidio para Héctor Llaitul (15 años por el ataque al fiscal Elgueta, y 10 años por robo con intimidación contra el agricultor José Santos Jorquera), mientas que Ramón Llanquileo, José Huenuche y Jonathan Huillical fueron condenados a 20 años de presidio cada uno (10 años por el ataque al fiscal y otros 10 por robo con intimidación).
En el proceso paralelo llevado por la Justicia Militar por el ataque al fiscal Elgueta, los acusados Llaitul, Llanquileo, Huenuche y Huillical fueron absueltos de los cargos, sentencia que fue ratificada por la Corte de Apelaciones de Concepción en mayo de 2011.
Las huelgas de hambre impulsadas por estos mismos son vistas por ellos como métodos de "resistencia desde otro espacio de lucha" y la continuación de los grupos opositores a Augusto Pinochet ya que muchos de los primeros líderes del "movimiento autonomista mapuche" tuvieron militancia en los partidos de izquierda durante los años 80.

### Atentados incendiarios

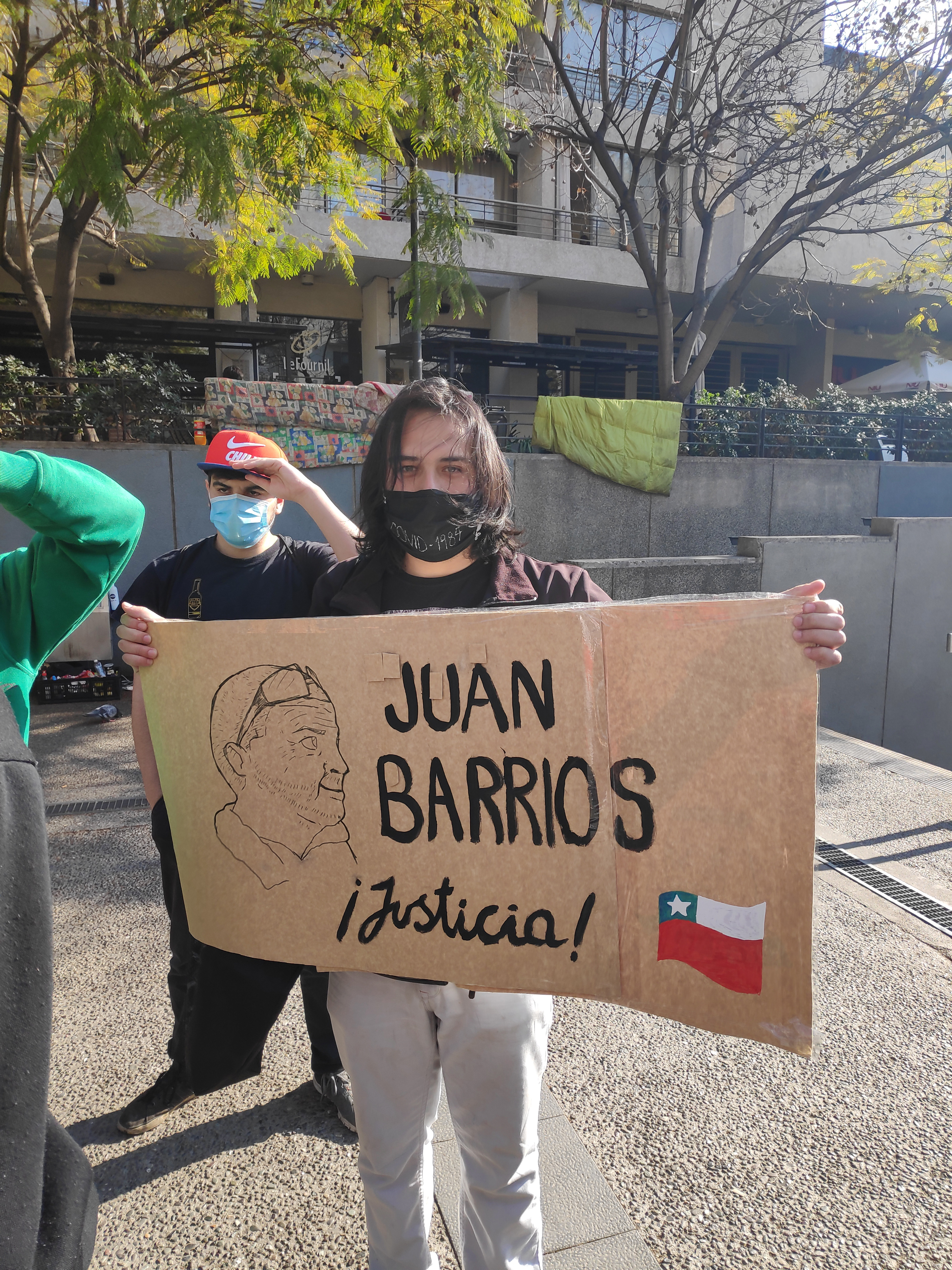
Manifestante pidiendo Justicia por Juan Barrios en una manifestación en apoyo al Paro Nacional de Camioneros de Chile, agosto de 2020.

Mientras muchas comunidades y organizaciones mapuches realizan sus reclamos por vías pacíficas, hay otras más radicales que han realizado actos violentos con intimidación a y muerte propietarios y personal de fundos, preferentemente con ataques incendiarios y armados a casas y camiones de la zona de Arauco. Entre estos hechos destaca el asesinato del latifundista Werner Luchsinger y su esposa en enero de 2013, quienes perecieron en un incendio provocado a su casa en la comuna de Vilcún. Celestino Córdova, culpado como responsable, fue condenado a 18 años de prisión.

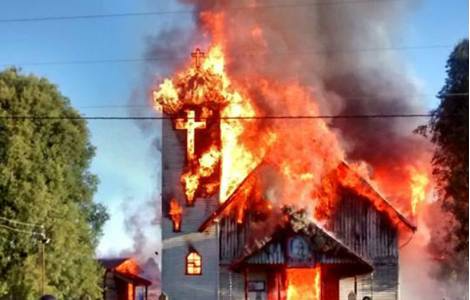
Quema de iglesias en La Araucanía en 2016.

En los últimos años en la región del Biobío, la Araucanía y de Los Ríos diversas organizaciones han realizado ataques a las empresas forestales y sus vehículos de trabajo (camiones, autos, buses y retroexcavadoras), a los pobladores rurales de la zona, a templos espirituales (iglesias cristianas)
Debido a los constantes ataques que se registran en la zona, en 2015 un gremio de camioneros hizo una manifestación frente al Palacio de La Moneda exigiendo el aumento de seguridad en la zona, que se frene la violencia, los ataques incendiarios y a los grupos que realizan aquellos actos. En enero de 2019 la organización política antiindigenista, Asociación para la Paz y la Reconciliación en La Araucanía, es fundada para representar a los agricultores afectados por incidentes violentos por parte de grupos armados de la zona.
El 8 de febrero de 2020 en la comuna de Victoria incendiaron el camión en donde Juan Barrios se encontraba reposando, esto le provocó quemaduras graves en el 25% de su cuerpo al hombre de 50 años quien falleció producto de estas días más tarde. Durante el Paro Nacional de camioneros comenzado en agosto del mismo año, el camionero Juan Barrios fue considerado como mártir por estos y se apodó a una ley con su nombre.
El 8 de septiembre de 2020, tras un ataque incendiario en el sector Laguna Grande Lloncao de la comuna de Cañete, un encapuchado asesinó de un tiro en la cabeza a Moisés Orellana (21) cerca de Cañete. Esto intentó silenciar a los testigos que vieron la huida del grupo armado detrás de tres incendios intencionales, los mismos que Moisés alguna vez combatió como brigadista de Conaf.
Federico Astete, líder de la Resistencia Mapuche Lavkenche ha participado en ataques incendiarios en el Biobío y en el ataque al Molino Grollmus.

### Sabotaje
En el sector de San José de la Mariquina, en la Región de Los Ríos, se produjo el mayor atentado destinado a quemar camiones. Desconocidos destruyeron 29 máquinas y en el lugar se encontró un panfleto adjudicando el ataque a la agrupación Weichán Auka Mapu, grupo que ha estado detrás de una serie de hechos violentos en La Araucanía. El escrito indica: “Fin al montaje Lucksinger-Mackay. Libertad a todos los PP (presos políticos) mapuche. Sabotaje al negocio forestal”.

## Acciones violentas contra el movimiento autonomista mapuche

### Caso Maldonado

Bandera del pueblo mapuche-tehuelche creada en 1991; símbolo de su reivindicación en algunas zonas mapuches argentinas.

El 1 de agosto de 2017 la Gendarmería Nacional Argentina desalojó a la comunidad de Lof de los terrenos privados en toma ubicados en el Cushamen los cuales están en conflicto con el Grupo Benetton y bloquearon una carretera manifestando el deseo de la liberación de Facundo Jones Huala. Santiago Maldonado, uno de los manifestantes que apoyó, sin pertenecer a la comunidad, el pedido de libertad, fue reportado desaparecido tras el enfrentamiento con Gendarmería.
Este hecho generó una preocupación colectiva en gran parte de la sociedad argentina, con lo que se registraron manifestaciones para su aparición. Los testigos del enfrentamiento declararon ante la justicia que Maldonado fue tomado por agentes de Gendarmería.
La Liga Argentina por los Derechos del Hombre denunció al presidente de la Nación Mauricio Macri, al jefe de Gabinete de Ministros Marcos Peña, a la ministra de Seguridad Patricia Bullrich y otros altos funcionarios del gobierno nacional «por la figura penal típica de desaparición forzada de personas en concurso con encubrimiento y violación de los deberes de funcionario público y abuso de autoridad». Además el Comité contra las Desapariciones Forzadas de las Naciones Unidas instó al gobierno argentino a buscar y localizar Maldonado.
La fiscalía y el juzgado federal de Esquel caratularon el caso como desaparición forzada. El Centro de Estudios Legales y Sociales (CELS) recusó al juez de la causa luego de que éste opinara que la desaparición de Maldonado podría deberse a un accidente y que por lo tanto que no se trataría de una desaparición forzada — opiniones consideradas un prejuzgamiento—, y fue apartado de la investigación.
Alrededor del caso Maldonado aparecieron varias pistas falsas difundidas desde los medios de comunicación más cercanos al gobierno e incluso desde el mismo gobierno.
Santiago Maldonado fue hallado sin vida el 17 de octubre de 2017 en aguas del río Chubut, a 300 metros río arriba del lugar donde fue visto por última vez. Luego de hallado, las pericias de 55 peritos forenses pudo comprobar que el cuerpo de Santiago Maldonado no había sido manipulado ni forzado, llegando a la conclusión de que se ahogo al intentar cruzar el Río chubut, por lo que no se trató de una desaparición forzada, sino de un accidente.

### Muerte de Rafael Nahuel
El mismo día en que se realizaba en la provincia de Buenos Aires el entierro de Santiago Maldonado, el grupo Albatros de la Prefectura reprimió con balas de goma y de plomo a los integrantes de la comunidad Lafken Winkul Mapu dando muerte al joven de 22 años Rafael Nahuel.

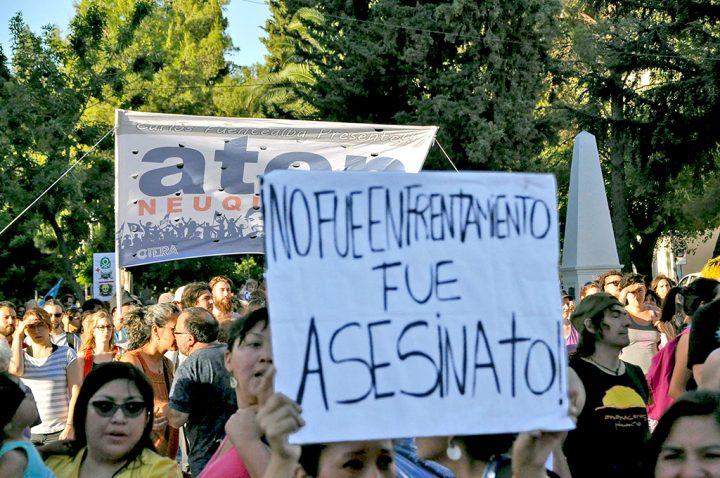
Cartel en una protesta en Bariloche en alusión a los dichos de la ministra de Seguridad Patricia Bullrich.

Pese a que la ministra de Seguridad afirmó a pocas horas del hecho que la muerte del joven se había producido en el marco de un «enfrentamiento», y que la comunidad poseía armamento de guerra, ningún arma fue encontrada.
Un día después dos testigos claves de la muerte del joven Rafael Nahuel fueron detenidos e incomunicados por personal de la Policía de Seguridad Aeroportuaria en el aeropuerto de Bariloche. La comunidad Lafken Winkul Mapu expuso que estas dos personas fueron aprehendidos, incomunicados y violentamente atacados mediante tortura por efectivos de la Policía de Seguridad Aeroportuaria.

### Muerte de Camilo Catrillanca

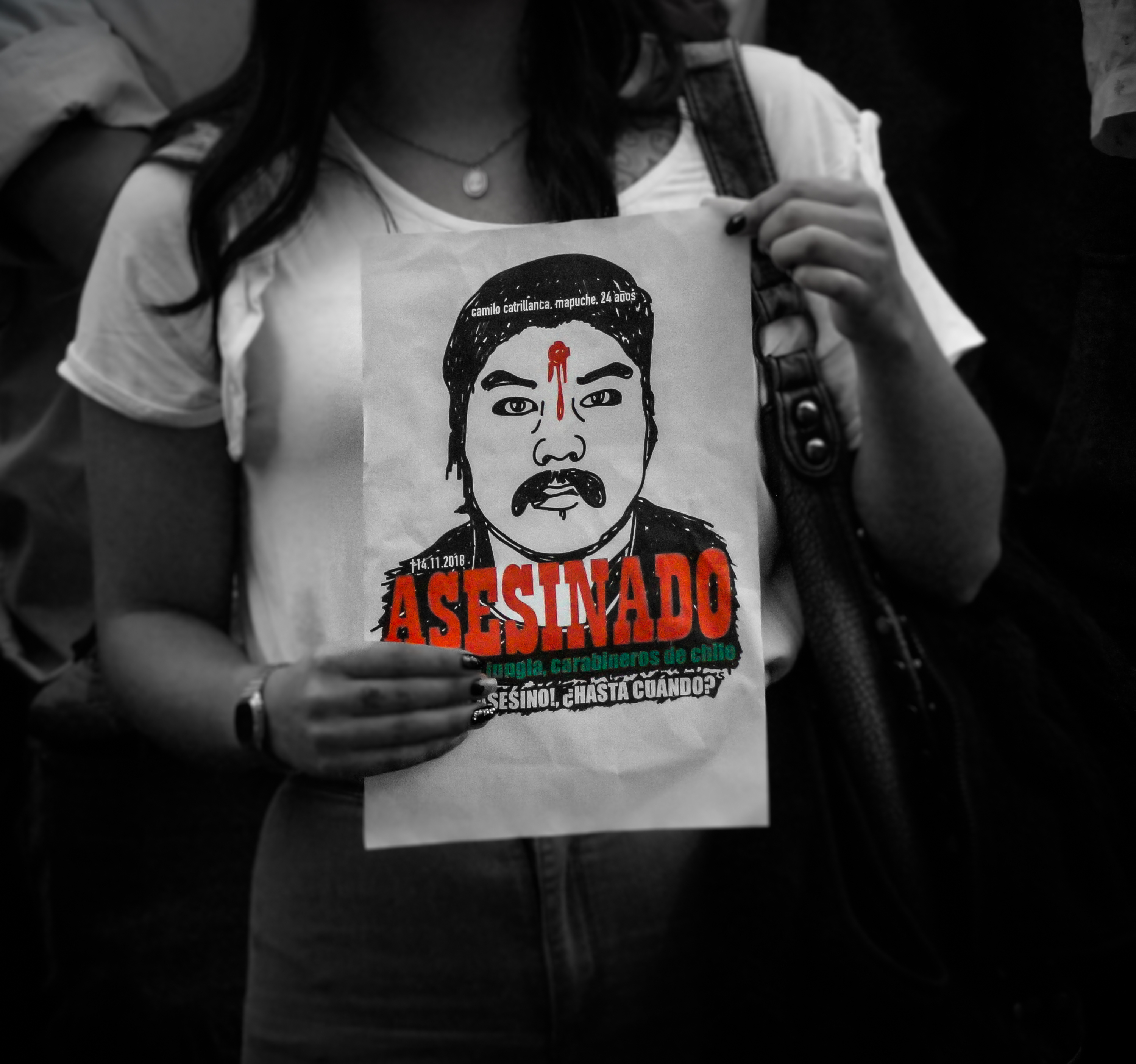
La figura de Catrillanca se ha transformado en un ícono de protesta durante el segundo gobierno de Sebastián Piñera.

### Desalojo de municipalidades ocupadas en 2020
En el contexto del procesamiento de imputados del caso Luchsinger-Mackay, varios grupos de comuneros tomaron municipalidades de la región en apoyo a Celestino Córdova, acusado de haber perpetrado el crimen. A comienzos de agosto, algunos habitantes de las respectivas comunas afectadas exigieron el desalojo de los ocupantes, lo que se transformó en una tensa jornada en la que el municipio de Curacautín y Victoria fueron desalojados por Carabineros. En Curacautín participó en el enfrentamiento el 1 de agosto de 2020 un grupo de civiles armados que buscaba terminar con la toma del edificio y entonó cánticos racistas en contra de los mapuches. Las municipalidades de Ercilla y Traiguén fueron incendiadas por los ocupantes.

## Denuncias de criminalización del movimiento de libre determinación mapuche

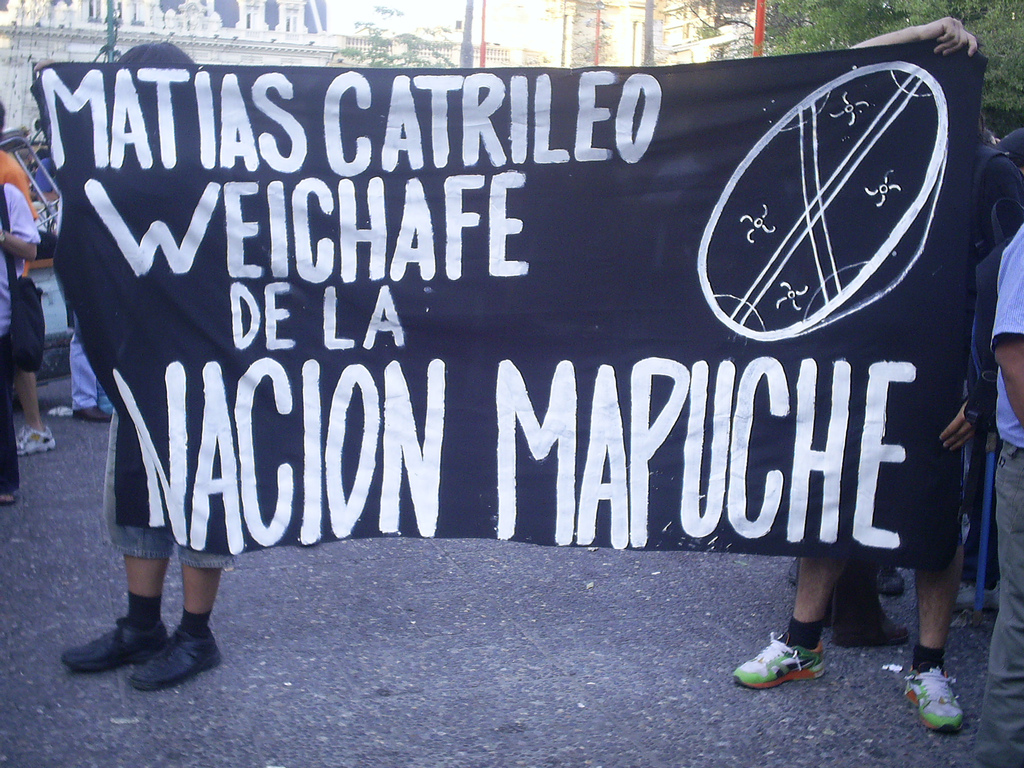
Cartel usado en marcha.

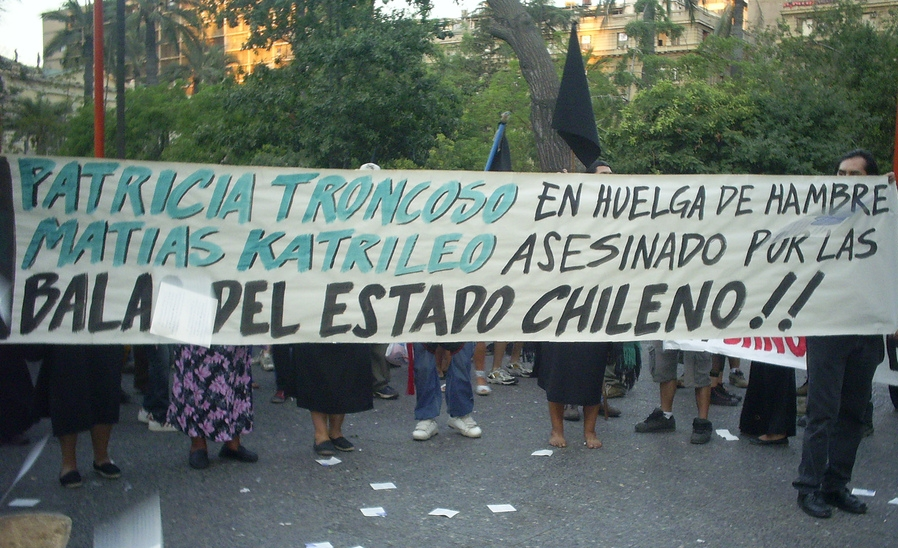
Manifestación en protesta a la represesión a organizaciones mapuche.

Diversas organizaciones han denunciado que existiría una criminalización de su lucha social. Las demandas de las organizaciones están ligadas a lo que denominan como recuperación de los territorios ancestrales. Las personas que han sido juzgadas y condenadas mediante la ley antiterrorista creada durante la dictadura militar —que endurece las penas correspondientes a delitos comunes, cuando se configura el tipo de terrorismo (en particular el delito de incendio), que puede alcanzar a 10 años de cárcel al aplicársele la legislación antiterrorista— son considerados presos políticos por los simpatizantes de su causa. Se han denunciado también otros hechos, como ataques a menores de edad en las comunidades mapuches; así, el 30 de octubre de 2007, Patricio Queipul Millanao, de 13 años de edad, resultó herido en el tórax por al menos seis municiones disparadas por carabineros con sus escopetas antimotines. Este hecho se suma al de Daniela Ñancupil, de la misma edad, baleada en extrañas circunstancias por policías en enero de 2001, y que luego, en  en 2002, fue secuestrada e interrogada por sujetos de civil, quienes la vendaron y la amenazaron para que desistiera de sus acciones legales.

### Caso de Raúl Castro Antipán
[el caso Antipán] puso al descubierto los montajes con que los servicios de inteligencia criminalizan la causa mapuche
Miranda, abogado de de los comuneros en el caso Antipán

En este contexto de criminalización del movimiento mapuche, Raúl Castro Antipán, reclutado como informante de carabineros cuando era un joven estudiante activista vinculado con algunos grupos pro causa mapuche, fue infiltrado para, en sus palabras, “desarticular” la Coordinadora Arauco-Malleco (CAM).
Entre 2009 y 2011 una treintena de comuneros estuvieron detenidos por su testimonio como “delator compensado” por la Ley Antiterrorista; Castró llevó a la cárcel a 14 personas, que finalmente fueron absuelvas por la justicia.

### RAM
Desde 2017 el Ejecutivo Nacional Argentino ha relacionado al movimiento mapuche con una supuesta organización armada que habría sido formada en 2013 llamada Resistencia Ancestral Mapuche (RAM), calificada por los mismos funcionarios como terrorista. Esta organización es sospechada de ser «un montaje de los servicios de inteligencia de los Estados argentino y chileno» para criminalizar al pueblo mapuche, deslegitimar cualquier futuro reclamo territorial y poder justificar futuros actos de represión contra sus comunidades.

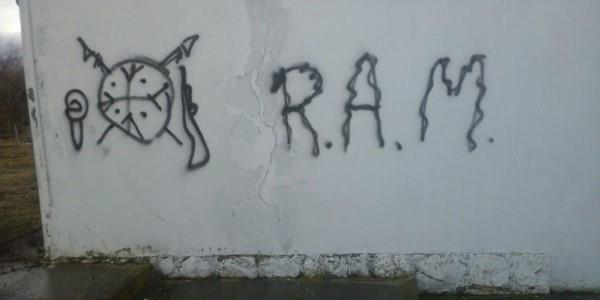
Grafiti con el logo de la RAM, encontrada luego del incendio del puesto Los Retamos

Desde la gestión de Macri han relacionado con la RAM con intereses británicos, la desaparición de Santiago Maldonado y la distribución de armamento en las comunidades mapuches.
Finalmente la ministra de seguridad Patricia Bullrich afirmó en una conferencia de prensa del 26 de noviembre de 2017 que RAM no es una verdadera organización sino «un nombre genérico de grupos que actúan violentamente».
El 5 de febrero de 2025, el Gobierno Argentino al mando de Javier Milei declaró a la RAM como «organización terrorista» después que el gobernador de Chubut, Ignacio Torres, vinculó a la RAM con los incendios en la zona —que continúan activos y han afectado ya más de 20.000 hectáreas— y acusó a Jones Huala de instigarlos. El líder mapuche, sin embargo, desligó a la organización RAM de los incendios forestales que se han propagado en la Patagonia argentina desde diciembre: «Jamás lo hemos hecho ni lo haríamos», argumentó tras haber sido acusado de provocar esos fuegos.

## Reacción de organizaciones no gubernamentales
El Comité de Derechos Humanos, órgano encargado de la supervigilancia del Pacto Internacional de Derechos Civiles y Políticos de 1966, denunció supuestas prácticas criminalizadoras contra el movimiento indígena en sus observaciones al informe de Chile en marzo de 2007. En este sentido, instó al Estado chileno a modificar la ley antiterrorista. Además, en relación con los artículos 1 y 27 del Pacto, el Comité lamentó la información de que las "tierras antiguas" continúan en peligro debido a la expansión forestal y megaproyectos de infraestructura y energía, expresando que Chile debía realizar todos los esfuerzos posibles para que sus negociaciones con las comunidades indígenas lleven efectivamente a encontrar una solución que respete los derechos sobre las tierras de estas comunidades de conformidad con los artículos 1, párrafo 2, y 27 del Pacto, debiendo agilizar los trámites con el fin de que queden reconocidas tales tierras ancestrales, debidamente demarcadas.
También exhortó al Estado chileno a efectuar consultas con las comunidades indígenas antes de conceder licencias para la explotación económica de las tierras objeto de controversia, y garantizar que en ningún caso la explotación de que se trate atente contra los derechos reconocidos en el Pacto. En 2004, el Comité de Derechos Económicos, Sociales y Culturales ya había formulado observaciones en el mismo sentido.
Varias ONGs de la causa mapuche tienen su sede en el extranjero como es el caso de la Mapuche International Link que posee su sede en Bristol, Inglaterra.

## Reclamo del derecho de autodeterminación
Varias organizaciones mapuche están reclamando el reconocimiento del derecho de autodeterminación recogido en la Carta de Naciones Unidas. Con la adopción de la Declaración de los Derechos de los Pueblos Indígenas por la Asamblea General de las Naciones Unidas el 13 de septiembre de 2007, la comunidad internacional ha reconocido expresamente el carácter de pueblos de los indígenas, como ya lo afirmara el relator especial Miguel Alfonso Martínez, quien en su estudio encargado por la ONU, sostuvo que “no he podido hallar argumento jurídico suficiente para que pueda defenderse la idea de que los indígenas han perdido su personalidad indígena internacional como naciones/pueblos”.
Si bien la amplitud de la autonomía y beneficios reclamados varían entre los distintos sectores mapuches, muchas de las organizaciones que la reclaman, la relacionan y la piden de la misma forma que la autonomía obtenida por el pueblo inuit en Groenlandia desde la década de 1990; o como los beneficios obtenidos por los indígenas de Bolivia después de la elección de un presidente aimara (Evo Morales). Además, organizaciones mapuches como Wallmapuwen han entablado vínculos con el Bloque Nacionalista Galego (BNG) y Esquerra Republicana de Catalunya (ERC), proponiendo replicar el sistema de comunidades autónomas en Chile, así como el reconocimiento de los pueblos indígenas en la constitución (caso similar al del reconocimiento de las administraciones y lenguas regionales en España).
Aucán Huilcamán, vocero del Consejo de Todas las Tierras exigió un control basado en la etnia de quienes deberían poder entrar en la zona en conflicto exigiendo "el cese de ingreso de personas no mapuche a territorio mapuche" y además pidió "una consulta para impedir el ingreso de personas foráneas en regiones que habitan mapuches."

## Reacción de gremios de agricultores y camioneros
Varios organismos en representación de los agricultores y camioneros afectados por ataques incendiarios y violencia rural como es el caso de la Asociación Para la Paz y la Reconciliación en La Araucanía (APRA) o la Confederación Nacional de Transporte de Carga alegan falta del Estado de Derecho en la zona en conflicto y la presencia de organizaciones que «Quieren un estado de violencia permanente» calificándolas de "terroristas".
A raíz de los constantes ataques incendiarios registrados en la zona, en 2015 un grupo de transportistas se manifestó frente al Palacio de la Moneda en donde se generó conflicto con los detractores de la manifestación.
En agosto y septiembre de 2020, varios gremios de camioneros realizaron un paro nacional alegando inseguridad en el sur del país.